# Francisco Enríquez y Ferrer
Francisco Enríquez y Ferrer (Granada, 1811-Lérida, 1870) fue un arquitecto, restaurador y académico español.

## Biografía

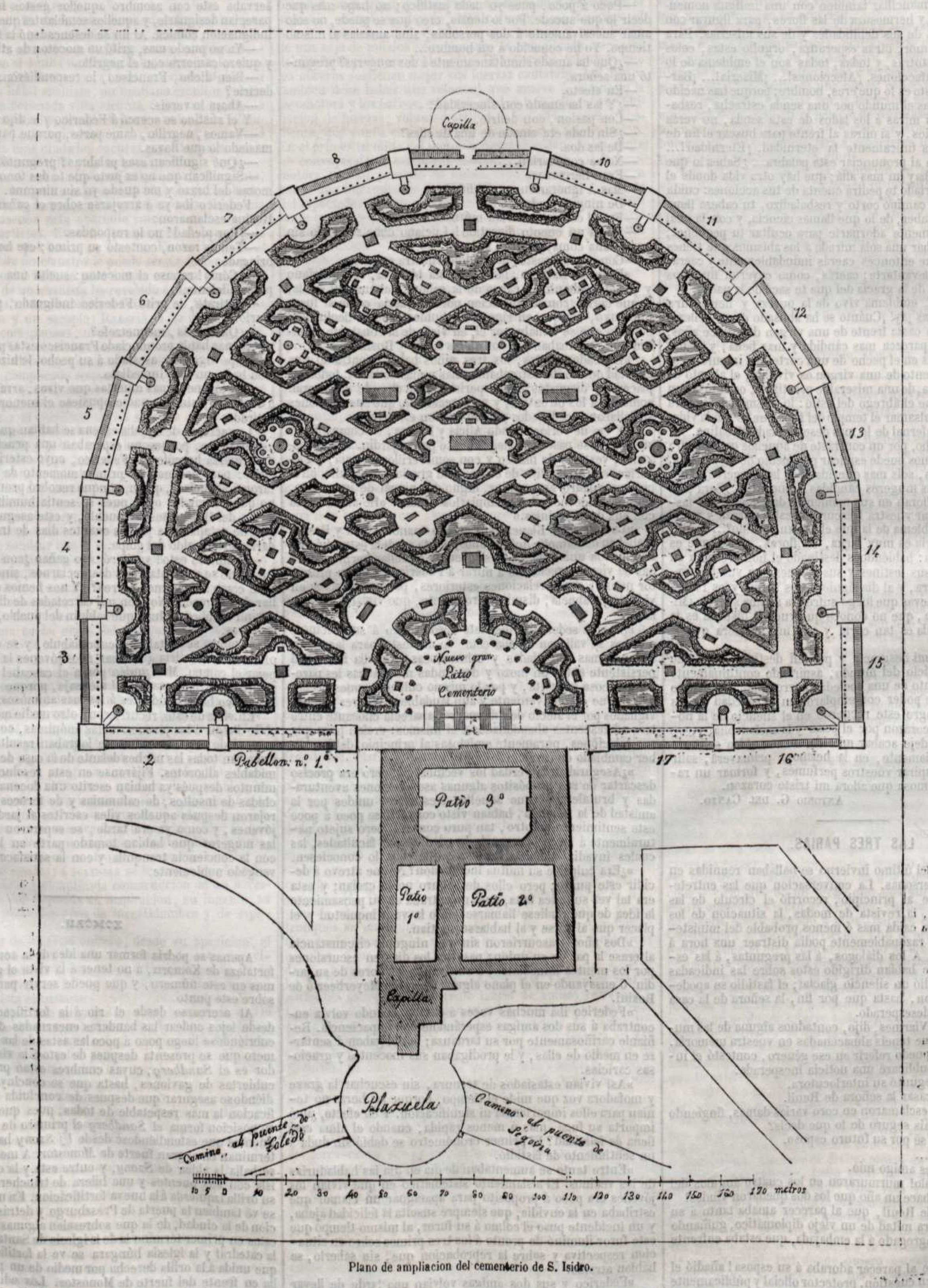
Plano de ampliación del cementerio de San Isidro, con el patio de la Concepción.

Nació en Granada el 30 de julio de 1811. Colaboró en la Revista Literaria de El Español y fue profesor de la Escuela Superior de Arquitectura, realizando trabajos en ciudades como Alcalá de Henares, Madrid, Toledo y Granada.
Entre sus proyectos se encontraron el del patio de la Concepción del cementerio de San Isidro –con el diseño del panteón de la familia Álvarez Mon en el patio de San Isidro–, el del monumento conmemorativo del convenio de Vergara, los del edificio destinado a Biblioteca y Museos y el del Palacio Episcopal de Logroño.
También participó en las tareas de reforma y restauración de la iglesia de San Francisco el Grande. Miembro de la Academia de San Fernando, su discurso de ingreso en 1859 versó sobre la Originalidad de la arquitectura árabe.
Fallecido en Lérida el 20 de septiembre de 1870, era hijo del pintor Francisco Enríquez y García. Sus hermanas Soledad y María del Carmen también cultivaron la pintura.